# 下瀬頼定
下瀬 頼定（しもせ よりさだ）は、戦国時代から江戸時代初期にかけての武将。吉見氏の家臣。下瀬氏7代当主。

## 生涯
下瀬氏は石見国の国人・吉見氏の庶流。石見下瀬山城とその麓の脇本を本拠とした。
享禄4年（1531年）、下瀬頼郷の子として誕生。父と同じく勇力は諸人に勝り、常に大刀を帯びていたと伝えられている。また、弓にも優れ、通常よりも長い大矢を好んで用い、世人に「鰐加賀」と称された。
天文20年（1551年）10月5日、年来、吉見氏と所領の境界を争っていた益田藤兼が石見津和野の野戸路山に襲来し吉見氏と戦った。この時、頼定は軍勢を率いて下瀬城を出陣し、益田軍の糧道や水の手を攻撃した。頼定は大矢で数十人を射殺して吉見氏の勝利に貢献し、武名を挙げた。天文22年（1553年）10月12日、長門国阿武郡高佐原において、大内義長の家臣・町野隆風と戦った。この時、頼定は弓矢を以って敵を退け勝利した。また、同年11月3日には、無勢ながら阿武郡池田で陶氏の軍と戦っている。この時も弓矢を用いて敵を退け、股と膝の3か所に矢傷を受けながらも撤退する陶軍を追撃し武功を挙げた。同年11月17日、この2つの合戦における武功を主君・吉見正頼から賞された。
天文23年（1554年）3月1日、陶晴賢が大内義長を奉じて、吉見氏を攻めるべく山口を進発。晴賢は大内義長を長門阿武郡渡川に留め、翌3月2日に吉見氏家臣の波多野滋信・秀信親子の守る賀年城を自ら攻撃した。この時頼定は吉見範弘と共に援兵として賀年城に入り籠城したが、翌3月3日に吉見氏家臣の田中次郎兵衛が陶軍に内応したため、賀年城は落城。敗走した頼定は吉見正頼のいる石見三本松城に戻った。
頼定の父・頼郷が籠城する下瀬城を攻撃していた益田藤兼の軍が4月には陶晴賢に合流し、三本松城への攻撃を開始（三本松城の戦い）。頼定は吉見正頼に従って三本松城に籠城した。5月1日には頼定を三本松城の守りに残し、正頼が密かに下瀬城へと移って抗戦を続けた。これらの動きに対し毛利元就は、家臣の二宮右忠や伊藤某らを派遣して吉見氏を支援すると共に、5月12日に陶晴賢討伐を表明して、安芸国の大内方の諸城を攻略した。元就の動きを受けた晴賢は、三本松城の攻略がなかなか進まない事を憂慮していたが、三本松城・下瀬城内での糧食不足に伴い、城兵の士気が低下したため、同年8月下旬に吉見正頼は晴賢へ和平を求めた。晴賢はこれを受け入れ、正頼の子・亀王丸（後の吉見広頼）を人質とする事で三本松城の包囲を解き、安芸へ兵を動かした。
吉見氏が毛利氏に属するようになると、父・頼郷と共に毛利氏に従って各地を転戦した。永禄4年（1561年）の門司城の戦い、永禄5年（1562年）から永禄9年（1566年）にかけての第二次月山富田城の戦いに参加し、永禄12年（1569年）から元亀2年（1571年）にかけての尼子再興軍の雲州侵攻や尼子再興軍による月山富田城包囲では石見東部で尼子再興軍と戦った。また、天正5年（1577年）から天正10年（1582年）にかけては山陽地方各地で織田氏の羽柴秀吉、宇喜多直家、尼子勝久らと戦った。その後、毛利氏が秀吉に従うようになり、天正14年（1586年）の九州平定において吉見広頼が九州へ出陣した際にはその留守を任された。
慶長5年（1600年）の関ヶ原の戦い後に毛利氏が周防国・長門国2か国に減封されると、吉見氏も津和野を離れて萩へ移ることとなった。しかし、頼定は萩へ移ることを頑として受け入れず、吉見広頼や嫡男・頼直らは萩へ移ったものの、頼定だけは以後も石見下瀬に残って日原脇本に住することとなる。このような頼定の動向に対して、新たに津和野藩主となった坂崎直盛は、頼定のいる下瀬を敬遠して石見路を通らずに黒谷から大回りをして津和野に戻る事態が度々発生した。そのため、慶長18年（1613年）には津和野藩からだけではなく、毛利氏家臣の桂元次からも下瀬を退去するよう頼まれたが、頼定はこれらを無視し、翌年の慶長19年（1614年）に84歳で死去するまで、下瀬に居続けた。